# Данијел Џервис
Данијел Џервис (енгл. Daniel Jervis; Свонзи, 9. јун 1996) британски и велшки је пливач чија ужа специјалност су трке слободним стилом на 400, 800 и 1500 метара. 

## Спортска каријера
Џарвис је дебитовао на међународној пливачкој сцени 2014. године, на Европском јуниорском првенству у Дордрехту, где је освојио титулу континенталног првака у трци на 1500 метара слободним стилом. Две недеље касније имао је успешан деби у сениорској конкуренцији, пошто је на Играма комонвелта у Глазгову, такмичећи се за репрезентацију Велса, освојио бронзану медаљу у трци на 1500 метара слободно.  
На европским првенствима је дебитовао у Лондону 2016, односно на светским првенствима у Будимпешти 2017 (18. место на 1500 слободно). 
Учествовао је и на Играма комонвелта у Гоулд Коусту 2018, где је освојио сребро у трци на 1500 слободно, док је трку на 400 слободно завршио на 4. месту 
Други наступ на светским првенствима је имао у корејском Квангџуу 2019, где се такмичио у квалифкационим тркама на 400 слободно (17. место) и 1500 слободно (13. место). 